# Platyarachne
Platyarachne Keyserling, 1880 è un genere di ragni appartenente alla famiglia Thomisidae.

## Distribuzione
Le quattro specie note di questo genere sono state rinvenute in America meridionale

## Tassonomia
Non sono stati esaminati esemplari di questo genere dal 1944.
A dicembre 2014, si compone di quattro specie:
- Platyarachne argentina Mello-Leitão, 1944 — Argentina
- Platyarachne episcopalis (Taczanowski, 1872)[2] — Guiana francese
- Platyarachne histrix Simon, 1895 — Brasile
- Platyarachne scopulifera Simon, 1895 — Perù